# Enchodus
Enchodus is een geslacht van uitgestorven straalvinnige beenvissen die leefden in het Laat-Krijt en het Paleoceen en over de hele wereld voorkwamen. Er zijn ten minste zes soorten benoemd.

## Ontwikkeling
Gedurende het Laat-Krijt en het Vroeg-Tertiair begon er bij de 'echte' beenvissen een fase in de ontwikkeling waaruit de huidige beenvissen evolueerden.

## Kenmerken
Enchodus was een vroege, zalmachtige roofvis uit de open zeeën, met een grote kop, grote ogen en een licht, gestroomlijnd lichaam. Zijn lichaamsbedekking bestond gedeeltelijk uit schubben, die beperkt waren tot banden op de flanken. De buikvinnen waren ver naar achteren geplaatst, tegenover de grote rugvin. De wendbaarheid van de vis was te danken aan de borstvinnen op de flanken.

## Leefwijze
De licht gekromde, lange tanden van deze jager vormden een val voor zijn prooien, omdat de tanden van boven- en onderkaak in elkaar grepen en zodoende de prooi geen schijn van kans gaven om te ontsnappen. De prooien waren waarschijnlijk planktonetende vissen uit de oppervlaktewateren van de oceanen. Grote exemplaren van deze soort had giftanden met een lengte van meer dan 6 cm. Was de prooi eenmaal gevangen, dan was het niet mogelijk om deze aan stukken te scheuren. De vis maakte waarschijnlijk gebruik van een serie snelle kaakbewegingen om de prooi in zijn geheel naar binnen te werken. Voor dit doel kon de onderkaak verder worden geopend. De prooien werden waarschijnlijk langs de achterzijde benaderd en aan de staartzijde opgeslokt.
Enchodus zelf werd een prooi voor grotere roofdieren, zoals mariene reptielen, haaien en andere grote beenvissen.